# Horloge astronomique d'Olomouc
L'horloge astronomique d'Olomouc (tchèque : Olomoucký orloj) fait partie du mur nord de la mairie d'Olomouc, en Tchéquie. L'horloge astronomique est construite au XVe siècle et est reconstruite à plusieurs reprises. L'apparence actuelle date de 1955 dans le style du réalisme socialiste. C'est l'une des rares horloges héliocentriques au monde.

## Description

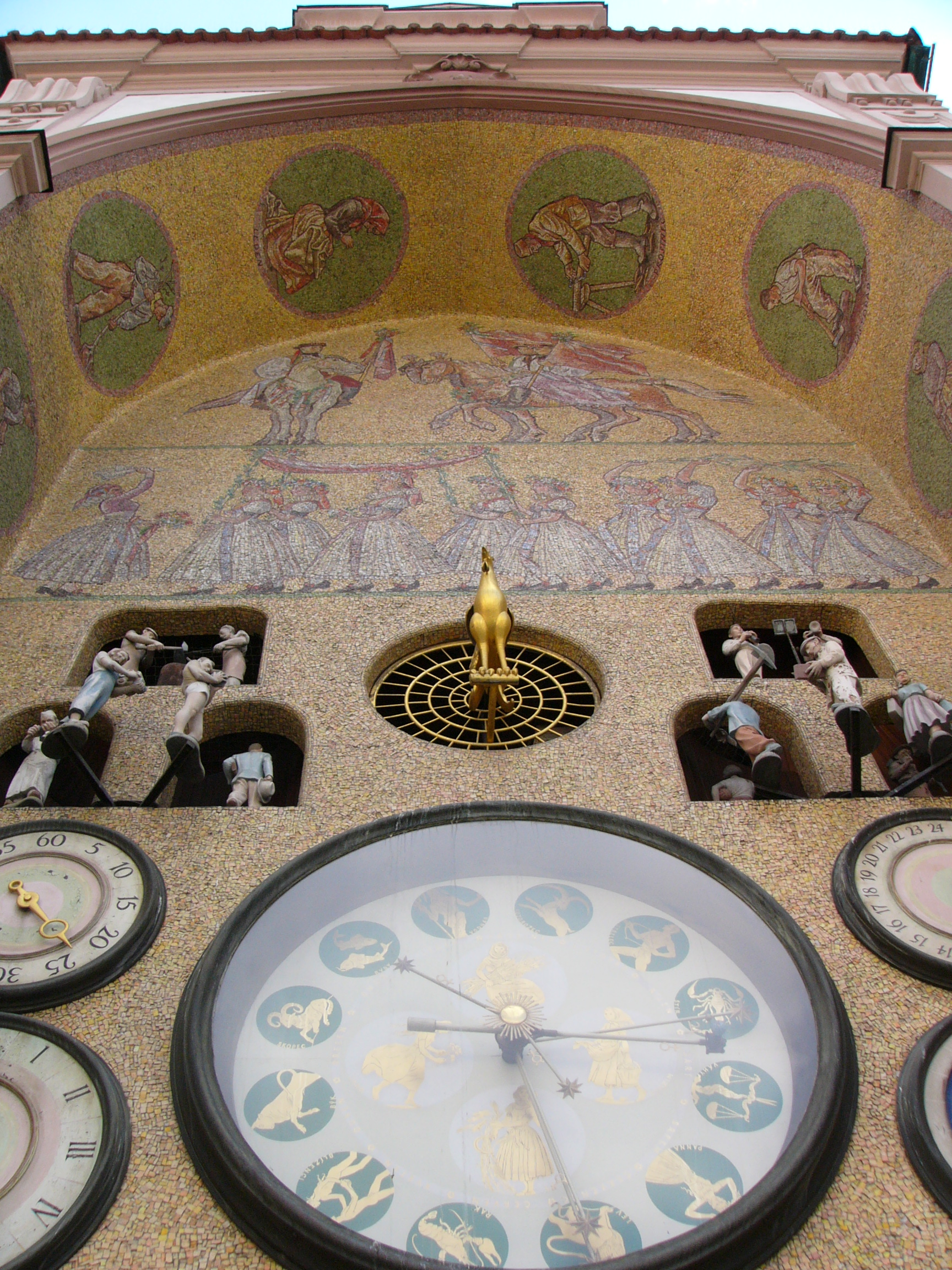
Détail de la décoration de l'horloge

L'horloge est située sur la façade nord-est de la mairie, l'alcôve voûtée mesure environ 14 mètres de haut. Le cadran inférieur de l'horloge astronomique représente la sphère terrestre, et indique les minutes, heures, jours, mois, années et les différentes phases de la lune. Le calendrier au bas indique quant à lui les jours fériés tchèques et les jours importants du régime communiste, comme les anniversaires de Staline et de Gottwald. Le cadran supérieur représente la sphère céleste et illustre une carte des étoiles, le Soleil, la Terre et les planètes sur fond de douze signes du zodiaque.
L'heure du midi est annoncé par un coq en laiton, suivi par des figurines animées de diverses figures du prolétariat, qui défilent devant les fenêtres de l'horloge pendant sept minutes. Les professions représentées comprennent un mineur, un boulanger, un commis, un joueur de volley-ball, un mécanicien automobile et un ouvrier d'usine.
La façade principale est entourée d'une mosaïque représentant la Chevauchée des Rois et un « cortège de jeunes filles », un ouvrier tenant une clé anglaise (à gauche) et un chimiste tenant une fiole (à droite). Autour du périmètre de l'alcôve se trouvent des représentations allégoriques en mosaïque des douze saisons et de deux fêtes traditionnelles.
Pour marquer les heures, l'horloge astronomique est composé de seize cloches coulées par P. Hilzer en 1898. Selon sa conception initiale, le carillon devait jouer L'Internationale, un chant révolutionnaire et symbolique pour la lutte des classes et l'idéologie du communisme. Depuis le détachement de la République Tchèque au régime de l'URSS, le clocher joue trois chansons folkloriques : Daleká, šeroká cesta přes Holomóc, Vrbe jož se zelenajó et Za Náměšťó na kopečko hádajó se o děvečko.

## Histoire

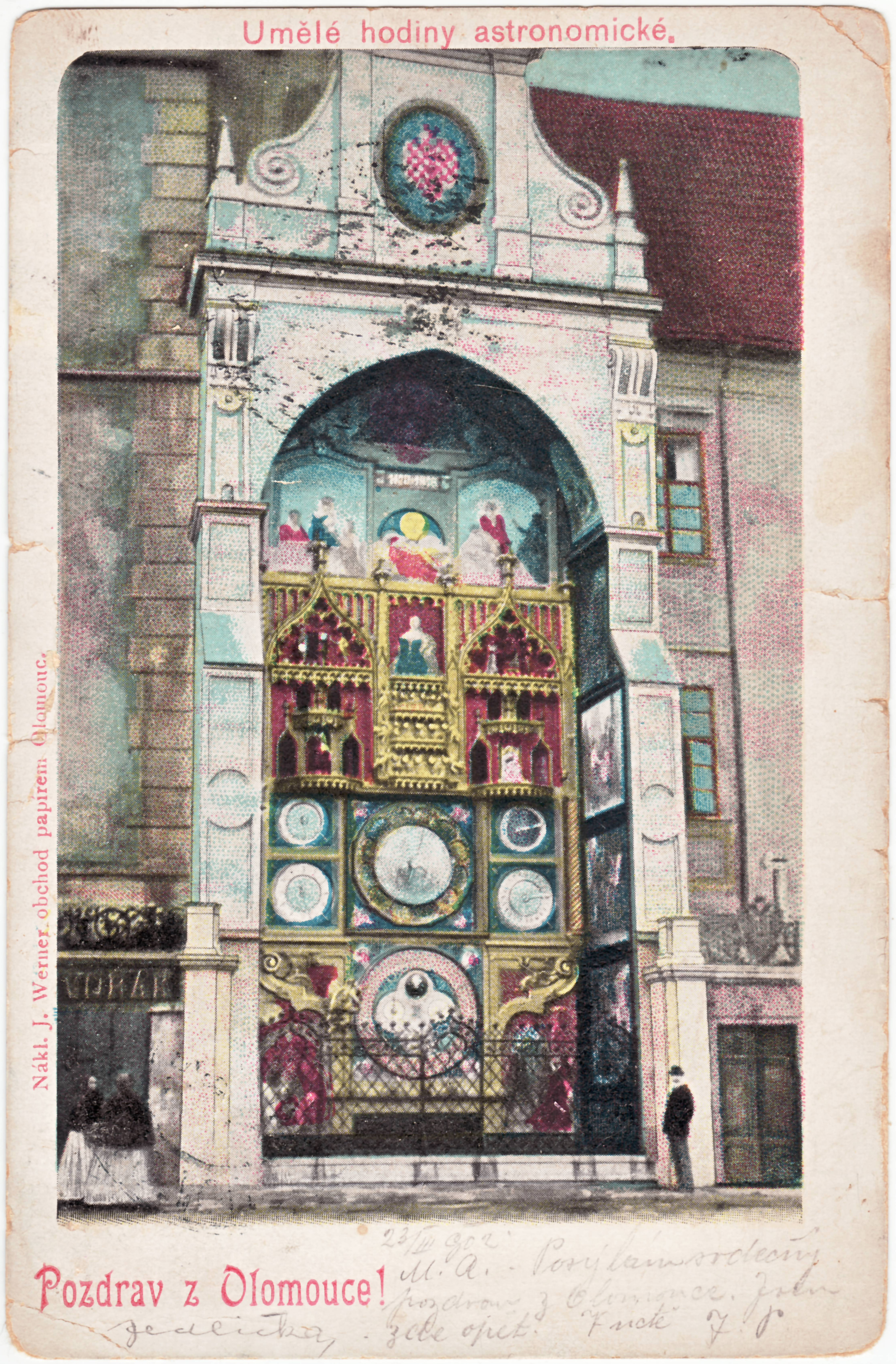
Une exposition sur toile montrant à quoi ressemblait l'horloge avant qu'elle ne soit détruite pendant la Seconde Guerre mondiale et reconstruite sous sa forme actuelle.

La première mention « incontestée » de l'horloge date de 1519 mais selon les récits oraux, elle est construite entre 1419 et 1422. La légende locale prétend que l'astronome a été aveuglé pour qu'il ne puisse pas construire une œuvre similaire dans une autre ville.
L'horloge est reconstruite à plusieurs reprises au cours de son histoire et équipée de diverses figurines en mouvement, dont Saint-Venceslas, Saint-Georges sur son cheval et le dragon, et Trois rois sur leurs chameaux. En 1800, l'horloge s'est arrêtée pendant onze ans, puis après des réparations temporaires, elle s'est arrêtée jusqu'en 1898. Les parties les plus anciennes de l'horloge actuelle datent de cette année-là, lorsque l'horloge était équipée d'un cadran héliocentrique par Eduard Korfhage. En 1926, il est décoré par l'éminent artiste Jano Kohlerem. L'horloge a ensuite été endommagée par une grenade en mai 1945, dans les derniers jours de la Seconde Guerre mondiale, par des soldats de la Wehrmacht en retraite passant par Olomouc. Des fragments de cette version sont aujourd'hui conservés au musée de la ville. Peu de temps après, l'horloge astronomique reprend la forme qu'elle avait reçue en 1926, mais est ensuite entièrement reconstruit en 1955 par Karel Svolinský dans le style du réalisme socialiste. La cérémonie de mise en service a lieu le 9 mai 1955 en présence de dignitaires communistes.
L'horloge figurait dans les scènes d'ouverture du film tchèque de 1969 La blague, basé sur le livre de Milan Kundera.

## Voir également
- Horloge astronomique de Prague